# Macropanesthia lithgowae
Macropanesthia lithgowae är en kackerlacksart som beskrevs av Walker, J. A., Rugg och Rose 1994. Macropanesthia lithgowae ingår i släktet Macropanesthia och familjen jättekackerlackor. Inga underarter finns listade i Catalogue of Life.